# Xylophaga dorsalis
Xylophaga dorsalis är en musselart som först beskrevs av Turton 1819. Enligt Catalogue of Life ingår Xylophaga dorsalis i släktet Xylophaga och familjen borrmusslor, men enligt Dyntaxa är tillhörigheten istället släktet Xylophaga och familjen Xylophagaidae. Arten är reproducerande i Sverige. Inga underarter finns listade i Catalogue of Life.